# Svalbardposten
Lo Svalbardposten è un settimanale norvegese fondato nel 1948, che ha sede a Longyearbyen, la capitale delle Isole Svalbard. Nel 2003 ha raggiunto 3.224 abbonati e l'anno successivo 3.271, superando quindi il numero di abitanti delle Svalbard.
Pubblicato in formato A4, esce il venerdì.

## Direttori
- Kjartan Olsen 1948–1949
- Thoralv Lund 1949–1950
- Alf Sørensen 1950–1951
- Arne Aulie 1951–1953
- Karl Nusser 1953–1954
- Øyvind Haddeland 1954–1955
- Hans Engebretsen 1955–1956
- C. E. Sollie 1956–1957
- Einar Nesje 1957–1958
- K. R. Nordbøe 1958–1959
- Odd Sverre Knutsen 1959–1960
- Alf E. Heggelund 1960–1961
- Hans Engebretsen 1961–1964
- Svein Jensen 1964–1966
- Odd Madsen 1966–1967
- Herleiv Alvheim 1967–1971
- Erik Gabrielsen 1971–1972
- Gudbrand Grøt 1972–1973
- Herleiv Alvheim 1973–1976
- Bjørn Hansen 1976–1977
- Otto Risanger 1977–1978
- Lilleba Knudsen (kst. 1978)
- Kristian Hus 1978–1979
- Kjetil Anthonsen 1979–1980
- Pål Skogmo 1980–1983
- Vibjørn Madsen 1983–1984
- Svein Haaland 1984–1986
- Mette Bleken 1986–1989
- Kjetil Anthonsen 1989–1991
- Tor Ole Ree 1991–1995
- Kjetil Anthonsen 1995–1997
- Nils Lorentsen 1997–1999
- Arne O. Holm 1999–2002
- Torbjørn Pedersen 2002–2004
- Birger Amundsen 2004–2013
- Eirik Palm 2013-2016
- Hilde Kristin Røsvik 2016-2020
- Børre Haugli: 2021–2022
- Line Nagell Ylvisåker 2023–oggi